# Estadi Monumental Río Parapití
L'Estadi Monumental Río Parapití és un estadi multiusos de la ciutat de Pedro Juan Caballero, Paraguai.
L'estadi és propietat i seu del Club Sportivo 2 de Mayo. Va ser inaugurat l'any 1977, i remodelat el 1999. Té una capacitat per a 22.000 espectadors.
Va ser una de les seus de la Copa Amèrica de futbol de 1999.

Vista de l'estadi.

Graderia.